# 1965-ös Formula–1 francia nagydíj
A francia nagydíj volt az 1965-ös Formula–1 világbajnokság negyedik futama, amelyet 1965. június 27-én rendeztek meg a francia Circuit Charade-on, Clermont-Ferrandban.

## Futam
A francia nagydíjat először rendezték a Circuit Charade pályán. A pole-t Clark érte el Stewart és Lorenzo Bandini előtt. Graham Hill nagyot balesetezett, csak a 13. helyet szerezte meg. Clark rajt-cél győzelmet aratott, míg Stewart üldözni próbálta, de csak második lett. Gurney és Surtees hamar megelőzte Bandinit, majd Surtees Gurneyt is maga mögé utasította a harmadik helyen, de Clark és Stewart már messze voltak. Ez a sorrend a 14. körig maradt meg, amikor a 4. Gurney a boxba hajtott gyertyacserére, majd később kiesett. Így Denis Hulme jött fel a negyedik, Hill az ötödik helyre.
| Helyezés | Rajtszám | Versenyző       | Csapat/Motor   | Futott kör | Idő/Kiesés oka    | Rajthely | Pont |
| -------- | -------- | --------------- | -------------- | ---------- | ----------------- | -------- | ---- |
| 1        | 6        | Jim Clark       | Lotus-Climax   | 40         | 2h41:38,4         | 1        | 9    |
| 2        | 12       | Jackie Stewart  | BRM            | 40         | + 26,3            | 2        | 6    |
| 3        | 2        | John Surtees    | Ferrari        | 40         | + 2:33,5          | 4        | 4    |
| 4        | 16       | Denny Hulme     | Brabham-Climax | 40         | + 2:53,1          | 6        | 3    |
| 5        | 10       | Graham Hill     | BRM            | 39         | + 1 kör           | 13       | 2    |
| 6        | 36       | Jo Siffert      | Brabham-BRM    | 39         | + 1 kör           | 14       | 1    |
| 7        | 8        | Mike Spence     | Lotus-Climax   | 39         | + 1 kör           | 10       |      |
| 8        | 4        | Lorenzo Bandini | Ferrari        | 36         | Baleset           | 3        |      |
| 9        | 30       | Bob Anderson    | Brabham-Climax | 34         | Üzemanyagrendszer | 15       |      |
| Ki       | 18       | Bruce McLaren   | Cooper-Climax  | 23         | Felfüggesztés     | 9        |      |
| Ki       | 34       | Jo Bonnier      | Brabham-Climax | 21         | Generátor         | 11       |      |
| Ki       | 24       | Chris Amon      | Lotus-BRM      | 20         | Üzemanyagrendszer | 8        |      |
| Ki       | 22       | Innes Ireland   | Lotus-BRM      | 18         | Váltóhiba         | 17       |      |
| Ki       | 14       | Dan Gurney      | Brabham-Climax | 16         | Motorhiba         | 5        |      |
| Ki       | 26       | Richie Ginther  | Honda          | 9          | Gyújtás           | 7        |      |
| Ki       | 28       | Ronnie Bucknum  | Honda          | 4          | Gyújtás           | 16       |      |
| Ki       | 20       | Jochen Rindt    | Cooper-Climax  | 3          | Baleset           | 12       |      |

### Statisztikák
Vezető helyen: Jim Clark 40 (1-40)
Jim Clark  16. győzelme, 20. pole-pozíciója, 20. leggyorsabb köre, 9. mesterhármasa (pp, lk, gy)
- Lotus 21. győzelme.